# Dylan Everett
Dylan Philip Everett (Toronto, 24 de Janeiro de 1995) é um ator canadense. Everett é conhecido por seu papel como Carl Montclaire no seriado "Anjo da Guarda", Campbell Saunders em Degrassi: The Next  Generation.

## Vida e Carreira
Dylan Everett nasceu em 24 de Janeiro de 1995 em Toronto, capital da província de Ontário, Canadá; Antes da fama, começou a atuar aos 10 anos de idade e teve peças iniciais em comerciais e curtas-metragens. Estrelou o seriado Anjo da Guarda junto com Demetrius Joyette. O ator também interpretou Dean Winchester adolescente na série de televisão Supernatural.
Quanto à sua vida familiar, ele tem um irmão mais velho, Zach, e uma irmã mais velha, Chantal.
Ele frequentou o colégio público Balaclava Public School (escola de ensino fundamental em Hamilton) e Waterdown District High School (colégio de ensino médio em Hamilton).
Everett tem como influência o ator Leonardo DiCaprio e citou Johnny Depp como um de seus atores favoritos.

## Prêmios
| Ano  | Prêmio                 | Categoria                                                        | Trabalho          | Resultado |
| ---- | ---------------------- | ---------------------------------------------------------------- | ----------------- | --------- |
| 2008 | Young Artist Award     | Melhor performance em séries Televisivas – Jovem ator            | The Dresden Files | Indicado  |
| 2009 | Young Artist Award     | Melhor performance em um longa-metragem – Jovem ator coadjuvante | The Devil's Mercy | Indicado  |
| 2009 | Gemini Award           | Melhor performance em programas dramáticos ou Minissérie         | Booky's Crush     | Indicado  |
| 2011 | Young Artist Award     | Melhor performance em programas dramáticos ou Minissérie         | Wingin' It        | Indicado  |
| 2012 | Young Artist Award     | Melhor performance em série de TV - Jovem protagonista           | Wingin' It        | Venceu    |
| 2013 | Canadian Screen Awards | Melhor performance em séries juvenis                             | Degrassi          | Indicado  |
| 2014 | Canadian Screen Awards | Melhor performance em séries juvenis                             | Degrassi          | Venceu    |
| 2014 | Canadian Screen Awards | Melhor performance em séries juvenis                             | Wingin' It        | Indicado  |

## Filmografia
| Ano       | Título                                                                                   | Papel                                     |
| --------- | ---------------------------------------------------------------------------------------- | ----------------------------------------- |
| 2005-2006 | The Doodlebops                                                                           | Streeter/criança (4 episódios)            |
| 2006      | For All the Marbles                                                                      | Jeff                                      |
| 2007      | Arquivos Sobrenaturais                                                                   | Scott Sharpe (1 episódio)                 |
| 2007      | Uma Família Bem Diferente                                                                | Ryan Burlington                           |
| 2007      | Everything Is Connected                                                                  | Ralphie Rauschenberg                      |
| 2007      | Zoação Teen                                                                              | Big Ben (1 episódio)                      |
| 2007      | Booky & the Secret Santa                                                                 | Arthur Thomson                            |
| 2008      | The Devil's Mercy (A misericórdia do Diabo)                                              | Calvin                                    |
| 2008      | Coopers' Camera                                                                          | Teddy Cooper                              |
| 2008      | Testees                                                                                  | Garoto (1 episódio)                       |
| 2009      | Booky's Crush                                                                            | Arthur Thomson                            |
| 2009      | Dex Hamilton: Alien Entomologist                                                         | Snap (2 episódios)                        |
| 2009      | Fading Fast                                                                              | Ben                                       |
| 2010      | Family First                                                                             | Gordie                                    |
| 2010      | É Isso Aí, Javali!                                                                       | Randy (1 episódio)                        |
| 2007-2011 | Super Why!                                                                               | Wolfy (7 episódios)                       |
| 2009-2011 | How To Be Indie (Como Ser Indie)                                                         | Marlon Parks                              |
| 2012      | Aminimigos                                                                               | Lance Lancaster                           |
| 2012      | Sunshine Sketches of a Little Town                                                       | Charlie Leacock                           |
| 2010-2012 | Anjo da Guarda                                                                           | Carl Montclaire                           |
| 2012      | Life with Boys                                                                           | Hunter (1 episódio)                       |
| 2012      | Flashpoint                                                                               | Dylan (1 episódio)                        |
| 2012-2013 | Degrassi: The Next Generation                                                            | Campbell Saunders                         |
| 2013      | Skating To New York                                                                      | Boney Labue                               |
| 2014      | Seed                                                                                     | Lewis (1 episódio)                        |
| 2014      | Rookie Blue                                                                              | Seth (1 episódio)                         |
| 2014      | The Unauthorized Saved By The Bell Story (A História Não Autorizada do Salvo Pelo Gongo) | Mark-Paul Gosselaar                       |
| 2015      | Open Heart                                                                               | Teddy Ralston (4 episódios)               |
| 2015      | No Stranger Than Love                                                                    | Alex                                      |
| 2015      | Dylan                                                                                    | Ele mesmo                                 |
| 2013-2015 | Supernatural                                                                             | Dean Winchester adolescente (3 episódios) |
| 2015      | Dumb Luck                                                                                | Brandon                                   |
| 2016      | Undercover Grandpa                                                                       | Jake Bouchard                             |
| 2017      | Insomnia                                                                                 | Andy (8 episódios)                        |
| 2017      | Pure                                                                                     | Isaac Funk (6 episódios)                  |
| 2016-2017 | Ana e os Robôs                                                                           | Dylan (4 episódios)                       |